# Abri du marin de Sainte-Marine
Pour les articles homonymes, voir Ancien abri du marin.
L'Abri du Marin de Sainte-Marine est un Abri du marin, c'est-à-dire un ancien lieu d'hébergement pour les marins-pêcheurs situé au port de Sainte-Marine, dans la commune de Combrit dans le Finistère.

## Historique
Construit en 1910 par Jacques de Thézac, il est actif jusqu'en 1985. Acheté par la commune en 1992, il accueille une bibliothèque associative et des expositions. En 2007, reconnu Monument historique, il connait de grands travaux pour lui rendre son aspect initial. Il ouvre en novembre 2008 comme musée. Il présente aujourd'hui la vie de Jacques de Thézac, son fondateur, et des marins-pêcheurs bretons. Tous les ans, des expositions à thématique maritime y sont organisées.  
Il fait l’objet d’une inscription au titre de l'Inventaire supplémentaire des monuments historiques depuis le 1er octobre 2007.